# Parafia Najświętszej Maryi Panny Królowej Polski w Częstochowie
Parafia Najświętszej Maryi Panny Królowej Polski w Częstochowie – rzymskokatolicka parafia, położona w dekanacie Częstochowa – Najświętszej Maryi Panny Jasnogórskiej, archidiecezji częstochowskiej w Polsce, erygowana w 1979.